# Sulfat de plumb
Sulfatul de plumb (PbSO4) este un cristal fin sau pudră de culoare albă. Se găsește și în bateriile de acumulatoare unde se depune pe electrozi odată cu descărcarea bateriei.  Sulfatul de plumb este greu solubil în apă.
1. 1 2  „Sulfat de plumb”, CID16686003 (în engleză), PubChem, accesat în 20 noiembrie 2016
2. ↑  „Sulfat de plumb”, CID16686003 (în engleză), PubChem, accesat în 14 octombrie 2016